# 田中弘之
田中 弘之（たなか ひろゆき、1937年 - ）は、日本の歴史研究家。

## 来歴
東京都生まれ。1964年、駒澤大学文学部歴史学科卒業。駒澤大学図書館に勤務。駒澤大学図書館 副館長を務めた。
2012年度、『「蛮社の獄」のすべて』（吉川弘文館）で、住田正一海事史奨励賞を受賞（社団法人 日本海運集会所）
。

## 著書
- 『幕末小笠原島日記 菊池作次郎御用私用留』菊池作次郎 著、田中弘之（校訂・解説・現代語訳） 緑地社 1983年
- 『幕末の小笠原 - 欧米の捕鯨船で栄えた緑の島』中公新書 1997年
- 『「蛮社の獄」のすべて』吉川弘文館 2011年[4]
- 『知っていますか、日本の島』下条正男、照屋健吉、田中弘之、児玉泰子 共著 自由国民社〈虎ノ門dojoブックス〉 2002年12月 [5]

### 論文
- 「幕末の一小笠原島民をめぐる領事裁判‐いわゆるホーツン事件について‐」駒澤史学 23 63-, 1976-03
- 「渡辺崋山と田原藩の海防をめぐる一試論」駒澤史学 36 134-, 1987-03
- 「渡辺崋山と田原藩の海防をめぐる一試論（承前）‐崋山の海防観について‐」 駒澤史学 38 63-, 1988-03
- 「「漢委奴国王」金印の出土に関する一考察--亀井南冥の動静を中心に」駒沢史学会 編 (55) 277-302, 2000-03
- 「阿部正弘の対外政策に関する一試論」駒澤史学 58 239-251, 2002-03

## 受賞
- 2012年度 住田正一海事史奨励賞（社団法人 日本海運集会所） - 『「蛮社の獄」のすべて』（吉川弘文館）